# Laura Spencer
Laura Spencer (Oklahoma City, 8 de maio de 1986) é uma atriz estadunidense. Ela é conhecida por interpretar Jane Bennet na web-série de 2012, The Lizzie Bennet Diaries, que é uma adaptação de Orgulho e preconceito de Jane Austen, a estagiária Jessica Warren nas temporadas 9 a 12 de Bones e Emily Sweeney das temporadas 7 a 10 da sitcom The Big Bang Theory.

## Carreira
Nascida em Oklahoma City, Spencer tornou-se aluna da Universidade de Oklahoma, onde formou-se no curso de artes cênicas oferecido pela universidade.
Laura Spencer teve um papel de destaque como Emily Sweeney, a namorada de Raj em The Big Bang Theory, que começou na sétima temporada do programa, no episódio The Friendship Turbulence de 6 de março de 2014. Também no ano de 2014, entrou para o elenco recorrente da série policial Bones, interpretando Jessica Warren.

## Filmografia

### Cinema
| Ano  | Título                   | Personagem        | Notas          |
| ---- | ------------------------ | ----------------- | -------------- |
| 2009 | Barking Water            | Wendy             |                |
| 2009 | The Familiar             | Laura             |                |
| 2009 | OU, I Love You           | Jamie             |                |
| 2009 | Nabot                    | Laura             | Curta-metragem |
| 2010 | Pearl                    | Joyce             |                |
| 2010 | In The Land of Fireworks | Heidi             |                |
| 2010 | Dylan Dog: Dead of Night | Zoe               |                |
| 2011 | Time Expired             | Brenda            |                |
| 2011 | Mangus!                  | Kimmy Jones       |                |
| 2011 | A Christmas Kiss         | Caroline          |                |
| 2012 | Well Enough Alone        | Garota            | Curta-metragem |
| 2012 | B Positive               | Agente estudantil | Curta-metragem |
| 2012 | The Millionaire Tour     | Becky             |                |
| 2012 | My Funny Valentine       | Lauren            |                |
| 2013 | My Precious Cargo        | Mandy             | Curta-metragem |
| 2013 | Avarice                  | Tammy             |                |
| 2013 | Silver Bells             | Kasey Dalt        |                |
| 2017 | Heartland                | Carrie            |                |
| 2021 | 13 Minutes               | Vicky             |                |

### Televisão
| Ano       | Produção                                | Personagem              | Notas                                     |
| --------- | --------------------------------------- | ----------------------- | ----------------------------------------- |
| 2009      | Funell of Darks                         | Vendedora               | 1 episódio                                |
| 2011      | Mad Love (sitcom)                       | Alexa                   | Episódio: "Fireworks"                     |
| 2011      | Criminal Minds: Suspect Behaviour       | Sophia                  | Episódio: "The Girl in the Blue Mask"     |
| 2011      | Talent: The Casting Call                | Assistente do backstage | 1 episódio                                |
| 2011      | 2 Broke Girls                           | Cowgirl                 | Episódio: "And the Pop-Up Sale"           |
| 2011      | Redesigning Your Life With Lainey Chase | Sophie                  | Filme para TV                             |
| 2011      | A Christmas Kiss                        | Caroline                | Filme para TV                             |
| 2012      | Animal Practice                         | Sarah                   | 1 episódio                                |
| 2012      | Jessie                                  | Cassandra Chesterfield  | Episódio: "101 Lizards"                   |
| 2013      | Switched at Birth                       | Parker Robinson         | 3 episódios                               |
| 2014-2017 | The Big Bang Theory                     | Emily Sweeney           | 17 episódios                              |
| 2014-2017 | Bones                                   | Jessica Warren          | 11 episódios                              |
| 2014      | Sleepy Hollow                           | Caroline                | Episódio: "Bad Blood", "The Weeping Lady" |
| 2021      | Reservation Dogs                        | Ms. Rothrock            | Episódio: "F*ckin' Rez Dogs"              |

### Web série
| Ano       | Título                                        | Personagem  | Notas                                               |
| --------- | --------------------------------------------- | ----------- | --------------------------------------------------- |
| 2012-2013 | The Lizzie Bennet Diaries                     | Jane Bennet | 34 episódios                                        |
| 2012      | Jan                                           | Vanessa     | 9 episódios                                         |
| 2012      | Jane Vanessa & Jan                            | Vanessa     | 6 episódios                                         |
| 2012      | The Lydia Bennet!!                            | Jane Bennet | 6 episódios                                         |
| 2013      | Coffee Shop Squatters                         | Julie       | 6 episódios                                         |
| 2014      | Blue                                          | Vanessa     | Episódios: ""Call Me Francine", "Make Me Feel Good" |
| 2016      | Edgar Allan Poe's Murder Mystery Dinner Party | Jane Austen | Episódio: "The Tale-Tell Heart"                     |